# Хасэгава, Хироки
Хироки Хасэгава (яп. 長谷川 博己 Хасэгава Хироки, род. 7 марта  1977, Токио) — японский актёр театра, телевидения и кино.

## Фильмография

### Фильмы
- Почему ты не играешь в аду? (2013) — Хирата
- Принцесса-медуза (2014) — Сю Коибути
- Майко леди? (2014)
- Любовь и мир (2015)
- Небо этой страны (2015)
- Атака титанов (2015) — Сикисима
- Сэйлор-фуку и пулемёт (2016)
- Годзилла: Возрождение (2016) — Рандо Ягути

### Сериалы
- Экономка Мита (2011) — Кэйити Асуда
- Учитель Судзуки (2011) — Учитель Судзуки
- Свидание: Какая она, любовь? (2015) — Такуми Танигути